# Wimblington
Wimblington – wieś i civil parish w Anglii, w Cambridgeshire, w dystrykcie Fenland. W 2011 civil parish liczyła 2211 mieszkańców.